# Dymorfizm sezonowy
Dymorfizm sezonowy – szczególna forma dymorfizmu, w której osobnik zmienia swój wygląd pod wpływem sezonowych zmian warunków środowiska w różnych porach roku. Występuje np. u zająca bielaka.